# Aqraba (Palestina)
Aqraba (àrab: عقربة, ʿAqraba) és un municipi palestí de la governació de Nablus, a Cisjordània, al nord de la vall del Jordà, 18 kilòmetres al sud-est de Nablus. Segons l'Oficina Central Palestina d'Estadístiques, tenia 8.180 habitants en 2007.
Els llogarets propers envolten Aqraba per extensions naturals de la ciutat; són els khirbets d'al-Arama, al-Kroom, Abu al-Reisa, al-Rujman, Firas al-Din i Tel al-Khashaba. La població total d'aquests llogarets s'estima en 500 habitants. Les famílies prominents d'Aqraba són els Al Dayriyeh, Bani Jaber, Al-Mayadima, Bani Jame', i Bani Fadel.

## Etimologia
L'origen del nom és semític-cananeu o arameu. Aqraba vol dir en àrab «escorpí».

## Història i arqueologia
S'hi ha trobat cisternes excavades en les roques. També s'hi ha trobat ceràmica test de l'edat de ferro, hel·lenística, romana, romana d'Orient, omeia i croada i ayubí. La ciutat té una mesquita construïda de pedres antigues amb inscripcions en grec i contenia una creu. Segons la tradició local i un nombre d'erudits britànics la mesquita va ser originalment una església de l'època romana d'Orient. Al nord del poble hi ha un fort anomenat Qal'at al-Hosn que consisteix en un bloc d'edificis construïts al turó. Hi ha una cisterna dins del recinte que encara reté l'aigua. Hi ha una birkeh (cisterna) enmig d'Aqraba, mentre que al vessant proper hi ha alguns kokhim, tombes excavades a la roca. També s'hi ha trobat restes de ceràmica dels mamelucs i una construcció de 1414 amb inscripcions en àrab.

### Època otomana
Aqraba, com la resta de Palestina, fou incorporada a l'Imperi Otomà en 1517, i en el cens de 1596 la vila apareix amb el nom d' Aqraba com a part de la nàhiya o subdistricte de Jabal Qubal del liwà o districte de Nablus. Tenia una població de 102 llars, tots musulmans. Pagaven un impost de taxa fixa del 33,3% per als productes agrícoles, com blat, ordi, cultius d'estiu, oliveres, cabres i ruscs; vinyes i arbres fruiters, a més dels ingressos ocasionals, i una premsa per al suc de raïm o oli d'oliva.
Durant els seus viatges a la regió en 1838 fou esmenada per Edward Robinson, creient que era l'antiga Acrabi.
Victor Guérin la va visitar en 1870, i la va descriure com una ciutat gran amb 2.000 habitants. A més, ha assenyalat que constava de quatre parts, cadascuna amb el seu propi xeic.
En 1873-4 la va visitar Clermont-Ganneau i va parlar amb el governador el Kadery, qui residia a Aqraba en temps de Jezzar Pasha. Es diu que havia erigit edificis considerables a la ciutat.
En 1882 el Survey of Western Palestine del Fons per a l'Exploració de Palestina la va descriure com «un poble gran, envoltat d'oliveres, de cases millor construïdes que a la majoria al país. S'assenta sobre una vall entre dos pujols, un dels quals s'eleva 700 peus al nord, el poble es troba a l'entrada del pas a través del qual hi ha la carretera. El lloc té forma de mitja lluna, d'on potser ve el seu nom, 'tallat'. Al sud hi ha la fèrtil plana (Jehir 'Akrabeh). Hi ha una mesquita a la part est de la localitat, fundada sobre les restes d'una església cristiana, i un segon lloc sagrat (er Rafai) al sud. Els habitants utilitzen, segons el mateix compte, 2.000 armes de foc, però la població actual sembla d'unes 600 a 800 ànimes.»

### Època del Mandat Britànic
En el cens de Palestina de 1922 organitzat per les autoritats del Mandat Britànic, Aqraba tenia 1,160 habitants; 1,158 musulmans i 2 cristians, que augmentaren en el cens de 1931, quan Aqraba (junt amb Kh. Fasayil) tenia 1.478 habitants, tots musulmans, en un total de 309 llars.
En 1945 Aqraba (inclosa Kh. Fasayil) tenia 2.060 habitants, tots àrabs, amb 142,530 dúnams de terra, segons un cens oficial de terra i població. D'aquests, 3,383 dúnams eren plantacions i terra de rec, 19,732 per a cereals, i 55 dúnams eren sòl edificat.

### Després de 1948
Després de la de la Guerra araboisraeliana de 1948, i després dels acords d'Armistici de 1949, Aqraba va restar en mans de Jordània. Després de la Guerra dels Sis Dies el 1967, ha estat sota ocupació israeliana. Des de 1994 el municipi està en mans de l'Autoritat Nacional Palestina

## Economia
L'àrea total de la vila és de 34,700 dúnams, dels quals 1,783 són àrea edificada. Al voltant del 62% de la resta de la terra és coberta d'oliveres i ametllers, el 8% amb altres fruites i verdures i el 30% restant per pasturatge.
La taxa d'atur d'Aqraba és d'un 50%. Com que la força de treball palestina no pot treballar a les localitats d'Israel, els treballadors de la ciutat actualment ocupen llocs de treball públics i privats. Alguns també depenen de l'agricultura i dels tallers industrials com a fonts d'ingressos.
Algunes terres de conreu vora Yanun que pertanyen a 300 habitants d'Aqraba foren definides com a camp de tir de les Forces de Defensa d'Israel en 1967, però en el passat els exercicis van ser suspesos habitualment durant breus períodes per permetre als vilatans l'accés a les seves terres, segons els palestins locals. Des de llavors, segons ells, la zona no s'ha utilitzat en com a camp de tir durant dues dècades. Recentment s'ha negat el pas a aquests vilatans i agricultors. Afirmen que aquesta restricció no s'aplica per igual a un avançat, Givat 777, de l'assentament israelià d'Itamar. Es queixen de l'assetjament dels colons, de la crema de vehicles, i que els ramats d'ovelles dels colons es mengen el gra dels seus camps de blat. Les FDI han respost que els palestins i els colons israelians són tractats de la mateixa manera.
L'agost de 2014, l'exèrcit israelià va dur excavadores per demolir 4 habitatges palestins als afores de la ciutat, al barri d'Al-Taweel, afirmant pel que sembla que van ser construïdes sense permís. Els vilatans van afirmar que les cases hi han estat durant un segle.

## Govern
Aqraba està situada a l'Àrea B, en la qual l'Autoritat Nacional Palestina en controla l'administració i els afers civils. És governada per un consell municipal, compost d'11 membres inclòs l'alcalde. A les eleccions municipals palestines de 2005, la llista Palestina Futura (amb suport de Fatah) va obtenir la majoria dels escons (6) mentre que la Llista Islamiya,(amb suport de Hamàs) en va obtenir cinc. Jawdat 'Abd al-Hadi fou elegit alcalde.